# Promyllantor atlanticus
Promyllantor atlanticus és una espècie de peix pertanyent a la família dels còngrids.

## Descripció
- El mascle pot arribar a fer 51,8 cm de llargària màxima i la femella 48,5.
- Nombre de vèrtebres: 117-120.[3]

## Hàbitat
És un peix marí i batidemersal que viu fins als 495 m de fondària.

## Distribució geogràfica
Es troba a l'Atlàntic sud-oriental: la República Democràtica del Congo.

## Observacions
És inofensiu per als humans.